# Mala Loka, Domžale
Mala Loka este o localitate din comuna Domžale, Slovenia, cu o populație de 154 de locuitori.